# Elieshi Lema
Elieshi Lema es una escritora de Tanzania de literatura infantil nacida en 1949. Estudió biblioteconomía y trabajó de bibliotecaria. Continuó sus estudios de literatura en la Universidad de Dar es-Salam y escritura creativa en la Universidad Estatal de San Francisco.
Recibió una mención honorable en el Premio Noma por su novela Parched Earth de 2001.

## Obra
- "Safari ya Prospa", 1995
- "Mwendo", 1998
- "Parched Earth", 2001